# Чижов
Чижо́в — російське прізвище. Походить від чиж. Жіноча форма — Чижова.

## Відомі носії
Чижов:
- Чижов Василь Пахомович (1922–1997) — Герой Радянського Союзу
- Чижов Денис Анатолійович — адвокат (місто Київ), заслужений юрист України.[1]
- Чижов Ігор Валерійович (1971–2014) — український журналіст
- Чижов Олександр Олександрович (нар.1986) — український футболіст
- Чижов Сергій Миколайович — прапорщик Збройних сил України, учасник російсько-української війни.
- Чижов Сергій Михайлович (1912–1977) — Герой Радянського Союзу
- Чижов Сергій Петрович — футболіст харківського «Локомотива».
- Чижов Юрій Миколайович (1983—2014) — солдат Збройних сил України, учасник російсько-української війни.

Чижова:
- Чижова Олена Семенівна (* 1957) — російська письменниця, прозаїк, перекладач, есеїст.